# Herb Chanty-Mansyjskiego Okręgu Autonomicznego – Jugry

Herb Chanty-Mansyjskiego Okręgu Autonomicznego – Jugry (2020)

Herb Chanty-Mansyjskiego Okręgu Autonomicznego – Jugry (ros: Герб Ханты-Мансийского автономного округа — Югры) – jest oficjalnym symbolem Chanty-Mansyjskiego Okręgu Autonomicznego – Jugry. Pierwsza wersja przyjęta 14 września 1995 r. Aktualna wersja została zatwierdzona 24 grudnia 2020 r. 

## Opis i symbolika
Na polu pokrytym błękitem i zielenią znajduje się srebrny ptak "Kat uhup voy" z dwiema orlimi głowami na długich szyjach, czterema nogami i ogonem widocznym między głowami a szyjami, jak paw, i szeroko wyciętym w kolory pola; tarcza zwieńczona jest złotą korona ziemi z siedmioma widocznymi zębami, której środek uzupełnia płomień, oraz paskiem narodowego ornamentu na obręczy.
Posiadacze tarcz – dwa złote niedźwiedzie o czarnych oczach i nosach, podtrzymujące dwa złote tyczki z flagami państwowymi Chanty-Mansyjskiego Okręgu Autonomicznego – Jugry u stóp zielonych gałęzi cedrowych z zielonymi stożkami; motto „Czynami wielka” (ros: Делами великая) – linia z hymnu okręgu autonomicznego – wypisane jest srebrnymi literami na lazurowej wstążce.

## Historia

### Wersja 1995 roku

Herb Chanty-Mansyjskiego Okręgu Autonomicznego – Jugry (1995)

Francuska tarcza herbowa barwy czerwonej, a w nią wpisana kolejna tarcza, o nietypowym kształcie, która dominuje w całym herbie. Podzielona na dwa poziome pola. Prawe heraldyczne (lewe z punktu widzenia obserwatora) barwy błękitnej, lewe heraldyczne (prawe) barwy zielonej. Wewnętrzna tarcza okalana złotym obramowaniem. W dwa pola wpisane wyobrażenie, będące odwołaniem do pochodzącego z folkloru rdzennej ludności obwodu, Chantów i Mansów, podwójnego ptaka. Z wewnętrzną tarczą połączona niejako korona herbowa w formie srebrnej korony, o czterech zębach, z tego dwa środkowe są rozdwojone i zwrócone ku wewnątrz. Podwójną tarczę okala wieniec z liści sosny, z zawieszoną u dołu błękitna wstęgą, na której srebrnymi literami w języku rosyjskim widnieje napis "Jugra".   
Srebrna korona użyta w herbie pochodzi z tradycji miejscowych ludów i jest nawiązaniem do ornamentyki ludowej. Ma ona być stylizowana na poroże jelenia, który zamieszkiwał te obszary i był ważnym zwierzęciem w tradycjach lokalnych ludów. Wieniec sosnowy ma oddawać, że więcej niż połowa Chanty-Mansyjskiego Okręgu Autonomicznego pokryta jest lasami, które stanowią o pięknie regionu, ale także mają ważny wpływ na gospodarkę. Ten sam symbol widnieje we fladze okręgu, a także w herbie obwodu tiumeńskiego, z którym administracyjnie związana jest Jugra. Wyobrażenie dwugłowego srebrnego ptaka zajmujące centralne miejsce na tarczy herbowej zostało zaczerpnięte z lokalnych wierzeń i podań miejscowych ludów ugrofińskich. Dwa ptaki stykają się ze sobą ogonami, a swymi skrzydłami podtrzymywać mają słońce - źródło życia i kolejny ważny element w kulturze ludów autochtonicznych. Umieszczony na błękitnej szarfie drugi człon nazwy regionu, "Jugra", został dodany w 2003 r. decyzją prezydenta Władimira Putina i ma być odwołaniem do dawnego staroruskiego określenia tych ziem. Użyta kolorystyka ma podkreślać geograficzne i etnograficzne uwarunkowania okręgu. Błękit jest odwołaniem do rzek i jezior znajdujących się na tym obszarze, a zieleń do mnogości lasów. Barwa srebrna (biała) nawiązuje do śniegów jakie pokrywają ziemie okręgu przez większą część roku, złoto ma oddawać chwalebną przeszłość, a czerwień symbolizuje życie, piękno i odwagę. 
Chanty-Mansyjski Okręg Autonomiczny w obecnej postaci został powołany do życia 7 października 1977 r. jako wynik przekształcenia Chanty-Mansyjskiego Okręgu Narodowościowego i w czasach sowieckich nie posiadał własnego herbu. W powszechnym użyciu obowiązywała symbolika związana z ideologią i instytucjami komunistycznymi. Sytuacja zmieniła się, gdy doszło do rozpadu Związku Radzieckiego, a na terenie Federacji Rosyjskiej zaczęło dochodzić do przemian. Pojawiło się wówczas zapotrzebowanie na stworzenie własnego znaku heraldycznego, który symbolizowałby ten okręg autonomiczny. 14 września 1995 r. okręgowa duma przyjęła herb, który obowiązuje obecnie. 20 września tego samego roku został on zaakceptowany przez gubernatora okręgu. Jego użycie regulowane jest specjalną ustawą. Na jej podstawie herb musi być umieszczany na fasadach budynków, związanych zarówno z władzą prawodawczą jak i wykonawczą, a także w biurach i salach posiedzeń najwyższych władz okręgowych. Musi on także znajdować się na pieczęciach, listach gratulacyjnych, dyplomach oraz wszystkich ważnych dokumentach wytwarzanych przez okręgową administrację.